# 増澤譲太郎
増澤 譲太郎（ますざわ じょうたろう、1922年9月15日 - 2000年8月29日）は、日本の気象学者。

## 略歴
長野県諏訪郡平野村（現・岡谷市）出身。長野県立諏訪中学校（現長野県諏訪清陵高等学校）、第八高等学校を経て、1945年東京帝国大学理学部地理学科卒業。1957年論文「黒潮流域の海流と水塊」で理学博士。1946年中央気象台（現気象庁）入庁。同庁予報部長を経て、1980年気象庁長官。1983年東海大学海洋学部教授。1976年日本海洋学会賞受賞。1987年日本海洋学会会長（ - 1988年）。1992年11月、勲二等瑞宝章受章。

## 著書
- 『凌風の記 黒潮研究者の回想』東海大学出版会 1984年
- 『腰越の記 気象庁定年後の十年』東海大学出版会 1993年